# Joe Masseria
Joe Masseria (17. ledna 1886, Sicílie – 15. dubna 1931, New York) byl jeden z prvních mafiánských bossů v New Yorku. Klan Genovese ovládal v letech 1925–1931.

## Mládí
Giuseppe Masseria se narodil na Sicílii. Někdy se udává jako datum jeho narození 1879, některé zdroje, jako např. Encyclopædia Britannica, však uvádějí 1886. Této druhé verzi by odpovídal i fakt, že Masseria se přestěhoval do USA v roce 1903 v 17 letech a ne až ve 24 letech.
Když se Masseria usídlil New Yorku, změnil si jméno z Giuseppe na Joe. Zapojil se do kriminálních aktivit a pracoval pro italský gang Morello. Věnoval se zejména krádežím, loupežím a vydírání. V roce 1907 byl Joe Masseria kvůli vloupání na několik měsíců odsouzen, rozsudek však byl díky jeho kontaktům zrušen. Ve stejném roce se Masseria oženil s Marií Guarino.
Joe Masseria byl tzv. gangster ze staré školy, netolerantní a rasista. Nevěřil nikomu jinému než Sicilanům, odmítal spojení s gangy ostatních etnických skupin. Tento postoj narážel na smýšlení mladší generace, která viděla prosperitu právě ve spolupráci s židovskými a irskými gangy (to prosazoval např. Lucky Luciano).

## Gang Morello
Gang vedl nejdříve Antonio Morello (mezi lety 1892–1898, kdy zemřel), poté jeho bratr Giuseppe Morello (rok 1898–1899) a Ignazio Lupo Saietta (mezi lety 1899 a 1902). Po něm znovu šéfoval Giuseppe Morello, a to až do roku 1909. V době věznění Lupy a Giuseppe Morella se snažil udržet vládu Nicholas Morello (1909 až do své smrti v roce 1916). Po něm převzal moc Ciro Terranova (1916–1920) a následně Peter Morello (1920–1922).
Ignazio Lupo, Giuseppe Morello a několik dalších členů gangu byli v roce 1909 zatčeni za padělání bankovek. 19. února 1910 byl vynesen rozsudek. Lupo byl odsouzen ke 30 letům vězení, Giuseppe Morello ke 25 letům. V čele newyorské mafie nastalo bezvládí. Neapolitánská Camorra a ostatní mafiánské organizace začaly dělat problémy, Nicholas Morello se však pokoušel udržet věci pod kontrolou.
Joe Masseria se chtěl dostat do čela skupiny. Gang byl již rozdělen na několik frakcí. Proti sobě stáli Terranova za podpory Masserii (ten se později obrátil proti němu) a Morello za podpory Rocca Valenti. Nastal boj o moc.
V roce 1914 byl zabit Morellův společník Charles Lamonti. 27. ledna 1921 byl zavražděn George Terranova (strýc Cira a Vincenza). 9. května 1922 byl zabit Vincenzo Terranova. Vraždu měl na svědomí Joe Masseria. Během konfliktu se několikrát pokoušeli zabít také Masseriu, ale neúspěšně.
V srpnu roku 1922 byl zabit Rocco Valenti. Střelcem byl Lucky Luciano. Konflikt uvnitř Morellova gangu byl tímto ukončen. Masseria se tak stal nejmocnějším mafiánem v New Yorku. Ve 20. letech Joe Masseria upevňoval svou moc. Měl kolem sebe lidi jako např. Albert Anastasia, Vito Genovese, Frank Costello nebo Lucky Luciano. Organizoval pašování alkoholu a drog a značnou část příjmů získával díky řízené prostituci.
V New Yorku bylo v té době několik hlavních mafiánských klanů. Vedle Joe Masserii (kontroloval část Manhattanu) ovládali podsvětí např. Salvatore Maranzano (Manhattan), Al Mineo (kontroloval brooklynské doky), Tom Reina (Bronx) nebo Joe Profaci (Brooklyn a Staten Island).

## Castellammarská válka
Boj o moc mezi jednotlivými klany kulminoval v roce 1930. Zapojily se do něj nejen všechny newyorské rodiny (pouze klan Profaci se snažil zůstat neutrální), ale také některé gangy z Chicaga a Detroitu. Dva hlavní rivalové však byli Joe Masseria a Salvatore Maranzano. Část účastníků konfliktu pocházela z okolí Castellammare del Golfo, proto název Castellammarská válka. Během několika měsíců bylo za této války zabito přes 60 mužů.
Na Masseriově straně bojovali např. Lucky Luciano, Vito Genovese nebo Frank Costello. Většina mladých však smýšlela pokrokověji než Masseria nebo Maranzano a to, že se přiklonili k jednomu z nich, bylo pouze dočasné.
26. února 1930 byl zastřelen Tom Reina. Vrahem byl pravděpodobně Vito Genovese jednající z příkazu Masserii, resp. Lucky Luciana. 15. srpna 1930 byl zabit Giuseppe Morello. Lucky Luciano a jeho společníci se dohodli, že odstraní svého šéfa Masseriu a přejdou k Maranzanovi. Druhým krokem mělo být zabití samotného Maranzana.

## Smrt
Dne 15. dubna 1931 obědval Joe Masseria v brooklynské restauraci Nuova Villa Tammaro. V jednu chvíli vešli do budovy čtyři muži (pravděpodobně Joe Adonis, Bugsy Siegel, Vito Genovese a Albert Anastasia) a Masseriu několika výstřely zabili. Vraždu zorganizoval Lucky Luciano, který se tak stal Masseriovým nástupcem.
Maranzano se tak stal vítězem Castellammarské války a prohlásil se Capem di tutti capi, bossem všech bossů. Ještě téhož roku byl však Maranzano zabit a vedoucí funkci získal Lucky Luciano. V té době vzniklo nové decentralizované rozdělení newyorských rodin, které s malými změnami trvá i v současné době.
Bossy se stali Lucky Luciano (pozdější rodina Genovese), Joseph Profaci (pozdější rodina Colombo), Joseph Bonanno (převzal rodinu Maranzano a dal jí své jméno), Frank Scalise (rodina Al Mineo, pozdější rodina Gambino) a Tom Gagliano (pozdější rodina Lucchese).